# Cuddington (Buckinghamshire)
Pour les articles homonymes, voir Cuddington.
Cuddington est une paroisse civile et un village du Buckinghamshire, en Angleterre.